# Franz Joseph Kaufmann

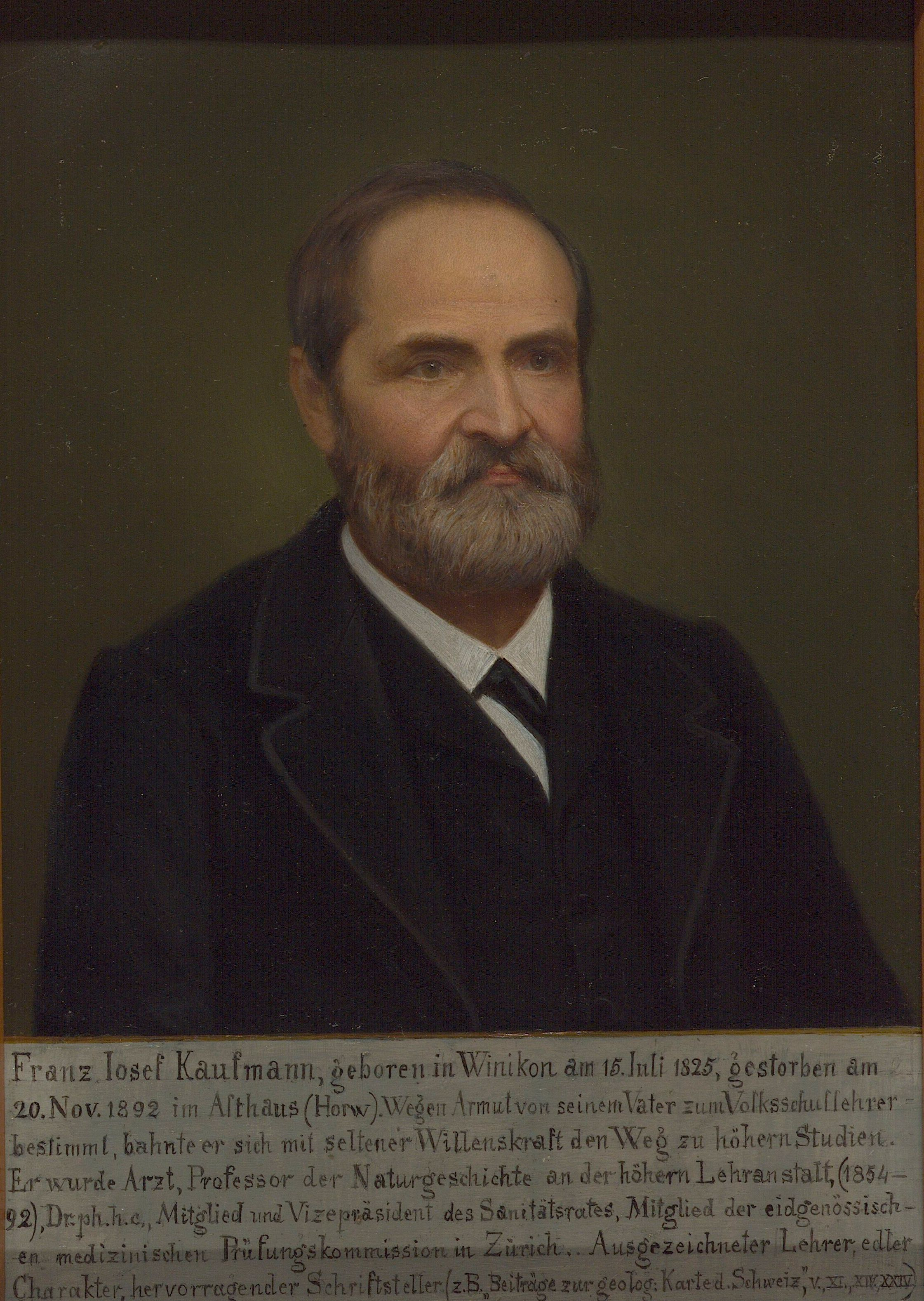
Porträt von Franz Joseg Kaufmann

Franz Joseph Kaufmann (* 15. Juli 1825 in Ettiswil; † 20. November 1892 in  Kastanienbaum LU) war ein Schweizer Geologe und Paläontologe.

## Leben
Kaufmanns Vater war Tierarzt und er sollte ursprünglich Volksschullehrer werden. Er studierte ab 1848 Medizin und Naturwissenschaften an der Universität Zürich (unter anderem bei Oswald Heer, Arnold Escher von der Linth und Heinrich Frey, dessen Assistent er war) sowie in Berlin, Würzburg, Prag und Wien. 1854 erhielt er seine Zulassung als Arzt in Luzern. Ausserdem war er Professor für Naturgeschichte am Gymnasium und Lyzeum in Luzern und Konservator am Naturalienkabinett der Stadt, dem späteren Naturkundemuseum Luzern, das auch die umfangreiche Belegsammlung von Kaufmann enthält.
1863 wurde er Mitglied und später Vizepräsident des Sanitätsrates von Luzern und er war Mitglied der eidgenössischen medizinischen Prüfungskommission in Zürich.
Kaufmann ist durch Arbeiten zur Geologie und Paläontologie der Zentralschweiz bekannt. Er entdeckte den Gletschergarten Luzern (heute Naturdenkmal und Museum) und war ein Pionier der Mikropaläontologie. Von ihm stammen verschiedene Beiträge zur Geologischen Karte der Schweiz (von 1871 bis 1887), unter anderem erforschte er 1863 bis 1866 den Pilatus, auf dem auch eine Gedächtnistafel an ihn ist. Er führte den Kieselkalk als stratigraphische Einheit ein und beschrieb zuerst Orbitolinen.
Kaufmann war Bürger von Winikon LU. 1875 wurde er Ehrendoktor in Bern.

## Schriften
- Untersuchungen über die mittel- und ostschweizerische subalpine Molasse 1860
- Der Pilatus. Geologisch untersucht und beschrieben, Beiträge zur Geologischen Karte der Schweiz, Nr. 5, 1867
- Rigi und Molassegebiet der Mittelschweiz, Beiträge zur Geologischen Karte der Schweiz, Nr. 11, 1872
- Emmen- und Schlierengegenden nebst Umgebungen bis zur Brünigstrasse und Linie Lungern-Grafenort, Beiträge zur Geologischen Karte der Schweiz, Nr. 24/1, 1886
- Kalkstein- und Schiefergebiete der Kantone Schwyz und Zug und des Bürgenstocks bei Stanz, Beiträge zur Geologischen Karte der Schweiz, Nr. 14/2, 1877 (unter Benutzung des Nachlasses von Escher von Linth)